# Prêmio Platino 2017
A 4.ª cerimônia de entrega dos Premios Platino del Cine Iberoamericano, produzida pela Entidad de Gestión de Derechos Audiovisuales (EGEDA) e pela Federación Iberoamericana de Productores Cinematográficos y Audiovisuales (FIPCA), aconteceu em 22 de julho de 2017, no auditório Caja Mágica, em Madrid, na Espanha.

## Transmissões televisivas
Abaixo, as emissoras de televisão que irão transmitir o Prêmio Platino 2017. Boa parte das emissoras não transmitirá o evento ao vivo. No Brasil, a transmissão pelo Canal Brasil acontecerá em 22 de julho de 2017 ás 22:00 h.
| País/Região                | Emissora           |
| -------------------------- | ------------------ |
| Argentina                  | Telefe             |
| Bolívia                    | Red ATB            |
| Brasil                     | Canal Brasil       |
| Chile                      | UCV TV             |
| Colômbia                   | Caracol Televisión |
| Equador                    | TC Televisión      |
| Espanha                    | RTVE               |
| Estados Unidos/ Porto Rico | Univision          |
| México                     | Televisa           |
| Panamá                     | RPC TV             |
| Paraguai                   | El Trece           |
| Peru                       | TV Perú            |
| República Dominicana       | Telesistema        |
| Uruguai                    | TNU                |
| Venezuela                  | Venevisión         |
| America Latina             | TNT                |

## Indicados e Vencedores
Abaixo, os indicados e vencedores do prêmio. Os indicados foram anunciados em 31 de maio de 2017.
| Melhor Filme | Melhor Diretor |
| --- | --- |
| - El ciudadano ilustre - Aquarius - El hombre de las mil caras - Julieta - Neruda | - Pedro Almodóvar – Julieta - J. A. Bayona – Un monstruo viene a verme - Kleber Mendonça Filho – Aquarius - Gastón Duprat & Mariano Cohn – El ciudadano ilustre - Pablo Larraín – Neruda                                                                         |
| Melhor Ator | Melhor Atriz |
| - Oscar Martínez – El ciudadano ilustre como Daniel Mantovani - Alfredo Castro – Desde allá como Armando - Damián Alcázar – La delgada línea amarilla como Toño - Eduard Fernández – El hombre de las mil caras como Francisco Paesa - Luis Gnecco – Neruda como Pablo Neruda | - Sônia Braga – Aquarius como Clara - Angie Cepeda – La semilla del silencio como María del Rosario Durán - Emma Suárez – Julieta como Julieta Arcos - Juana Acosta – Anna como Anna - Natalia Oreiro – Gilda, no me arrepiento de este amor como Gilda          |
| Melhor Roteiro | Melhor Música Origial |
| - El ciudadano ilustre – Andrés Duprat - El hombre de las mil caras – Alberto Rodríguez Librero & Rafael Cobos - El acompañante – Pavel Giroud, Alejandro Brugues & Pierre Edelman - La delgada línea amarilla – Celso García - Neruda – Guillermo Calderón                   | - Julieta – Alberto Iglesias - Esteban – Chucho Valdés - Neruda – Federico Jusid - Un monstruo viene a verme – Fernando Velázquez - La luz incidente – Mariano Loiácono                                                                                          |
| Melhor Animação | Melhor Documentário |
| - Psiconautas, los niños olvidados - Bruxarias - La Leyenda del Chupacabras - Ozzy - Teresa y Tim | - Nacido en Siria - Atrapados en Japón - Cinema Novo - Frágil equilibrio - Todo comenzó por el fin |
| Melhor Fotografia | Melhor Direção de Arte |
| - Un monstruo viene a verme – Óscar Faura - Las elegidas – Carolina Costa - Boi Neon – Diego Garcia - La luz incidente – Guillermo Nieto - Cartas da Guerra – João Ribeiro | - Un monstruo viene a verme – Eugenio Caballero - La luz incidente – Ailí Chen - La reina de España – Juan Pedro de Gaspar - Cartas da Guerra – Nuno Mello - La muerte de Luis XIV – Sebastián Vogler                                                            |
| Melhor Montagem | Melhor Mixagem de Som |
| - Un monstruo viene a verme – Bernat Vilaplana & Jaume Martí - Que Dios nos perdone – Alberto del Campo & Fernando Franco - Desde allá – Isabela Monteiro de Castro - La delgada línea amarilla – Jorge Arturo Garcia - Sin muertos no hay carnaval – José García             | - Un monstruo viene a verme – Peter Glossop, Marc Orts & Oriol Tarragó - El hombre de las mil caras – Daniel de Zayas, César Molina & José Antonio Manovel - Cartas da Guerra – Ricardo Leal & Tiago Matos - Desierto – Sergio Díaz - Desde allá – Waldir Xavier |
| Melhor Primeiro Filme Ibero-Américo de Ficção | Prêmio Platino de Cinema e Educação em Valores |
| - Desde allá - La delgada línea amarilla - Rara - Tarde para la ira - Viejo Calavera | - Esteban - El acompañante - El Jeremías - Rara - Un monstruo viene a verme |
| Melhor Minissérie ou Série Televisiva | Prêmio Platino de Honra ao Cinema Ibero-Americano |
| - Cuatro estaciones en La Habana - Bala loca - El marginal - El Ministerio del Tiempo - La niña - Velvet | - Edward James Olmos |